# Sound City
Sound City é o primeiro documentário dirigido pelo músico Dave Grohl. Lançado em 2013, conta a história do Sound City Studios em Van Nuys, Los Angeles, que foi fechado em 2011.

## Sinopse
| “ | "O vocalista da banda Foo Fighters, Dave Grohl mostra o Studio City, estúdio inaugurado em 1972 e que é considerado o mais importante da história em termos de gravação analógica nos EUA. Por lá passaram artistas e bandas como Neil Young, Tom Petty, Guns and Roses, Nirvana, Rage Against the Machine, Slipknot, Nine Inch Nails e Metallica." | ” |

## Prêmios e Indicações
| Ano  | Prêmio                      | Indicação                  | Resultado | Ref.  |
| ---- | --------------------------- | -------------------------- | --------- | ----- |
| 2013 | Festival Sundance de Cinema | Documentary Premieres      | Indicado  | [ 3 ] |
| 2014 | Satellite Awards 2014       | Melhor Filme: Documentário | Indicado  | [ 4 ] |

## Trilha-Sonora
A trilha-sonora do filme foi chamada de Sound City: Real to Reel.

### Faixas
| N.º            | Título                   | Músicos                                                  | Duração |  |
| 1.             | "Heaven and All"         | Robert Levon Been, Dave Grohl, Peter Hayes               | 5:27    |  |
| 2.             | "Time Slowing Down"      | Chris Goss, Tim Commerford, Grohl, Brad Wilk             | 5:58    |  |
| 3.             | "You Can't Fix This"     | Stevie Nicks, Grohl, Taylor Hawkins, Rami Jaffee         | 5:56    |  |
| 4.             | "The Man That Never Was" | Rick Springfield, Grohl, Hawkins, Nate Mendel, Pat Smear | 3:24    |  |
| 5.             | "Your Wife Is Calling"   | Lee Ving, Grohl, Hawkins, Alain Johannes, Smear          | 3:20    |  |
| 6.             | "From Can to Can't"      | Corey Taylor, Grohl, Rick Nielsen, Scott Reeder          | 4:50    |  |
| 7.             | "Centipede"              | Josh Homme, Goss, Grohl, Johannes                        | 5:10    |  |
| 8.             | "A Trick With No Sleeve" | Johannes, Grohl, Homme                                   | 4:55    |  |
| 9.             | "Cut Me Some Slack"      | Paul McCartney, Grohl, Krist Novoselic, Smear            | 4:38    |  |
| 10.            | "If I Were Me"           | Grohl, Jessy Greene, Jaffee, Jim Keltner                 | 4:10    |  |
| 11.            | "Mantra"                 | Grohl, Homme, Trent Reznor                               | 7:43    |  |
| Duração total: | Duração total:           | Duração total:                                           | 55:31   |  |

### Prêmios e Indicações
| Ano  | Prêmio                | Indicação                              | Trabalho          | Resultado | Ref.  |
| ---- | --------------------- | -------------------------------------- | ----------------- | --------- | ----- |
| 2014 | Grammy Awards de 2014 | Melhor trilha-sonora para mídia visual | Álbum             | Venceu    | [ 6 ] |
| 2014 | Grammy Awards de 2014 | Melhor canção de Rock                  | Cut Me Some Slack | Venceu    | [ 7 ] |

### Desempenho nas Paradas Musicais
| Parada Musical (2013)                           | Posição |
| ----------------------------------------------- | ------- |
| Australian Albums Chart                         | 6       |
| Austrian Albums Chart                           | 12      |
| Belgian Albums Chart (VL)                       | 17      |
| Belgian Album Chart (WA)                        | 51      |
| Top Canadian Albums                             | 3       |
| Danish Albums Chart                             | 23      |
| Dutch Albums Chart                              | 9       |
| Finnish Albums Chart                            | 33      |
| French Albums Chart                             | 76      |
| New Zealand Albums Chart                        | 5       |
| Norwegian Albums Chart                          | 18      |
| Swiss Albums Chart                              | 14      |
| UK Albums Chart                                 | 19      |
| US Billboard 200                                | 8       |
| US Billboard Top Hard Rock Albums               | 1       |
| US Billboard Top Modern Rock/Alternative Albums | 2       |
| US Billboard Top Rock Albums                    | 4       |
| US Billboard Top Soundtracks                    | 1       |